# Ямські острови
Ямські острови (рос. Ямские острова) — архіпелаг на Далекому Сході Росії, розташований у південно-західній частині затоки Шеліхова, на південний схід від Ямської губи Охотського моря за 18 км на схід від східного берегу півостріва П'ягіна. Адміністративно належать до Ольського району Магаданської області Російської Федерації. Складається з 6 островів:
- Матикіль, головний острів, довжиною 6 км та шириною 2,2 км, площею 8,7 км². Найвища його точка — 700 м (59°19′50.09″ пн. ш. 155°33′32.11″ сх. д. / 59.3305806° пн. ш. 155.5589194° сх. д.);
- Атикан, трикутний острів, на південь від Матикіля; має максимальну висоту 384 м (59°12′20″ пн. ш. 155°31′45″ сх. д. / 59.20556° пн. ш. 155.52917° сх. д.);
- Баран, невеликий острів, на південний схід від мису П'ягіна. Його висота досягає 193 м (59°12′41″ пн. ш. 155°19′9″ сх. д. / 59.21139° пн. ш. 155.31917° сх. д.);
- Катємалью, невеликий острів на схід від Барану, між останнім та материком. Розташований на північний схід від мису Толстий (59°12′26″ пн. ш. 155°15′0″ сх. д. / 59.20722° пн. ш. 155.25000° сх. д.);
- Коконце, 2 невеликих острови на південний захід від західного краю Матикіля (59°18′40″ пн. ш. 155°29′20″ сх. д. / 59.31111° пн. ш. 155.48889° сх. д.).

Острови, а також узбережжя півострова П'ягіна мають урвисті скелі, біля підніжжя яких є невеликі галькові пляжі. Острови є частиною Державного природного заповідника «Магаданський», кандидатом у списки Світової спадщини ЮНЕСКО.

## Клімат
В районі островів спостерігаються сильні припливно-відпливні морські течії зі швидкістю до 10 км/год, що навіть при слабкому вітрі призводить до утворення безладних крутих і високих хвиль, а під час штормів висота їх може досягати 5—6 м. Амплітуда припливів 6—8 м. Все це створює небезпечні умови для мореплавання, особливо на маломірних суднах. Опадів до 450 мм на рік. Часто вкриті густим туманом.

## Фауна
На архіпелазі проживає одна з найбільших колоній морських птахів на півночі Тихого океану, загальна чисельність складає понад 10 мільйонів осіб. Існує кілька типів алькових (кайра тонкодзьоба, кайра товстодзьоба, чистун охотський, конюга-крихітка, конюга білочерева, конюга велика, топорик та іпатка тихоокеанська), мартинів (серед яких мартин трипалий), баклан великий та буревісник кочівний. Колонія фульмарів, яка гніздиться тут і нараховує близько 1 000 000 осіб, є найбільш значущою на Далекому Сході.
На найбільшому острові архіпелагу, острові Матикіль, є колонія сивучів. Води та прибережні райони біля півострова Коні та П'ягіна заселяються трьома видами тюленів: тюлень плямистий, нерпа кільчаста та лахтак; видом вухатих тюленів та китоподібних.

## Флора
Рослинність на скелях та осипах всіх островів представлена незамкнутими трав'янистими спільнотами з декількох десятків видів. Тільки на найбільшому острові Матикіль (максимальна позначка близько 700 м над рівнем моря) вище цього своєрідного трав'янистого висотного пояса, де вплив птахів ослаблено, розташовані гірські чагарникові тундри, зарості низьких чагарників та різнотравно-куничникові луки.